# Stanisław Lamczyk
Stanisław Józef Lamczyk (Brusy; 12 de Agosto de 1957 — ) é um político da Polónia. Ele foi eleito para a Sejm em 25 de Setembro de 2005 com 6276 votos em 26 no distrito de Gdynia, candidato pelas listas do partido Platforma Obywatelska.